# Schwedische Badmintonmeisterschaft 1977
Die Schwedische Badmintonmeisterschaft 1977 fand vom 4. bis zum 6. Februar 1977 in Malmö statt.

## Medaillengewinner
| Disziplin    | Gold                             | Silber                        | Bronze                           |
| ------------ | -------------------------------- | ----------------------------- | -------------------------------- |
| Herreneinzel | Sture Johnsson                   | Stefan Karlsson               | Thomas Kihlström                 |
| Herreneinzel | Sture Johnsson                   | Stefan Karlsson               | Lars Wengberg                    |
| Dameneinzel  | Anette Börjesson                 | Eva Stuart                    | Agneta Lundh                     |
| Dameneinzel  | Anette Börjesson                 | Eva Stuart                    | Cecilia Jeppson                  |
| Herrendoppel | Thomas Kihlström Bengt Fröman    | Stefan Karlsson Gert Perneklo | Mats Andersson Lars Wengberg     |
| Herrendoppel | Thomas Kihlström Bengt Fröman    | Stefan Karlsson Gert Perneklo | Christian Lundberg Ola Eriksson  |
| Damendoppel  | Britt-Marie Larsson Agneta Lundh | K. Öberg Karin Lindquist      | Eva Stuart Agneta Bengtsson      |
| Damendoppel  | Britt-Marie Larsson Agneta Lundh | K. Öberg Karin Lindquist      | Carina Andersson Cecilia Jeppson |
| Mixed        | Lars Wengberg Anette Börjesson   | Claes Nordin Ewa Carlander    | Mats Olsson Britt-Marie Larsson  |
| Mixed        | Lars Wengberg Anette Börjesson   | Claes Nordin Ewa Carlander    | Jan Larsson Agneta Lundh         |